# جورج إلوود نيكولز
جورج إلوود نيكولز (بالإنجليزية: George Elwood Nichols)‏ هو عالم نبات أمريكي، ولد في 12 أبريل 1882 في Southington, Connecticut ‏ في الولايات المتحدة، وتوفي في 20 يونيو 1939 في نيو هيفن في الولايات المتحدة.